# 1995 en Algérie
Chronologie de l’Algérie
- 1991
- 1992
- 1993
- 1994
- 1995
- 1996
- 1997
- 1998
- 1999

Cet article présente les faits marquants de l'année 1995 en Algérie ou relatifs à l'Algérie; datation selon le calendrier grégorien.

## Événements
- Azouz Nasri devient président de la Cour suprême[1].
- 5 janvier : premier gouvernement d'Ahmed Ouyahia.

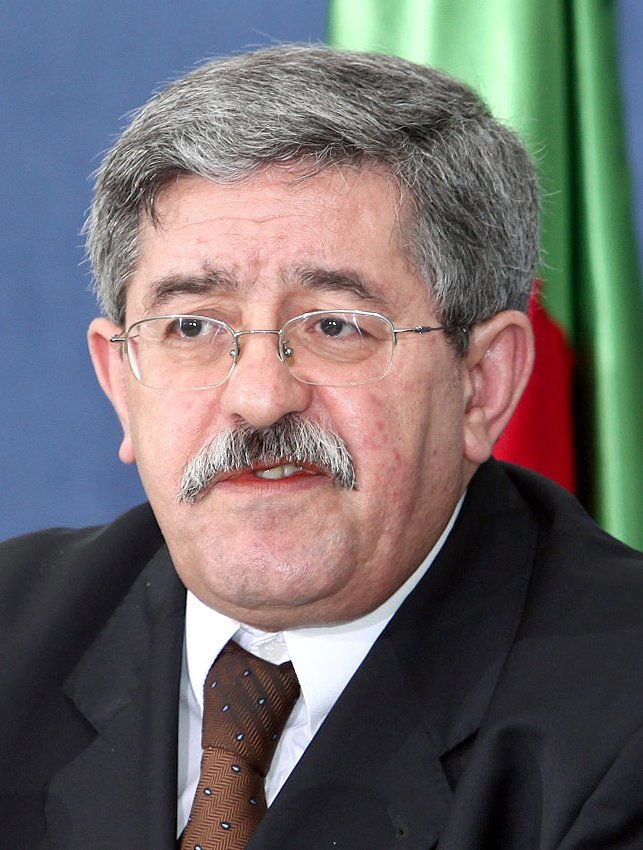
Ahmed Ouyahia.

- 13 janvier : Plate-forme de Sant'Egidio. Réunion de l'ensemble des partis d'opposition (dont le parti islamiste du FIS) pour un règlement pacifique de la grave crise sécuritaire qui déchire le pays depuis trois ans. Rejet catégorique du gouvernement militaire algérien.
- 30 janvier : explosion d'une bombe devant le commissariat central d'Alger : 42 morts.
- 3 février : lors d'une interview, François Mitterrand suggère une médiation sur la crise algérienne avec les pays membres de l'UE. Le pays connait alors une guerre civile opposant l'armée algérienne aux milices islamistes[2]. Tollé dans les milieux proches du pouvoir algérien[3].
- 21-23 février : Mutinerie  de la prison de Serkadji. Environ les deux tiers des 1 500 prisonniers détenus dans cette prison de haute sécurité à Alger (Algérie), ont été accusés ou condamnés pour terrorisme.
- 25 février : loi de clémence (arabe : قانون الرحمة, qanoun ar-rahma); loi algérienne adoptée sous la présidence de Liamine Zéroual[4], qui amnistie les islamistes ayant choisi de déposer les armes dans la guerre civile en cours depuis 1992.
- 25 mars : importante opération de l'armée dans la région de Aïn Defla, fief des maquisards islamistes. Près de 10 000 soldats sont mobilisés.
- 3 avril : création de quatre zones d'exclusion dans le sud pour préserver les sites pétroliers et gaziers.
- 16 avril : premier gouvernement de Mokdad Sifi.
- 11 juillet : assassinat à Paris du Cheikh Abdelbaki Sahraoui. Imam dans une mosquée de la rue Myrha dans le 18e arrondissement ; il est membre fondateur du FIS, mouvement islamiste en guerre contre le pouvoir militaire algérien[5].
- 21 juillet : accord sur un nouveau rééchelonnement de la dette extérieure de l'Algérie entre le gouvernement algérien et le Club de Paris[6].
- 25 juillet : attentat meurtrier (8 morts) à la station RER Saint-Michel, commis par des islamistes algériens ; début d'une vague d'attentats en France, commis par le GIA.
- 17 août : attentat du Club des Pins, attaque terroriste islamiste à la voiture piégée perpétrée au Club des Pins, en Algérie, le 17 août 1995[7].
- 16 novembre : élections présidentielles. Le général Liamine Zéroual est élu président du pays avec 61 % de suffrages exprimés.
- 27 novembre : deuxième gouvernement de Mokdad Sifi.
- 23 décembre : 
  - signature d'un nouveau contrat d'un montant de trois milliards de dollars avec la société British Petroleum.
  - Premières opérations militaires de reconquête des territoires tenus par les islamistes du GIA et de l'AIS.

## Sports

### Basket-ball
- Championnat d'Afrique masculin de basket-ball 1995
- Championnat d'Algérie de basket-ball 1995-1996

### Football
- Équipe d'Algérie de football en 1995
- Championnat d'Algérie de football 1994-1995
- Championnat d'Algérie de football 1995-1996
- Championnat d'Algérie de football de deuxième division 1994-1995
- Championnat d'Algérie de football de deuxième division 1995-1996
- Coupe de la Ligue d'Algérie de football 1995-1996
- Coupe d'Algérie de football 1994-1995
- Coupe d'Algérie de football 1995-1996
- Saison 1995-1996 de l'USM Alger
- Saison 1994-1995 de l'USM Blida
- Saison 1995-1996 de l'USM Blida

### Handball
- Championnat d'Algérie masculin de handball 1995-1996

## Culture

### Cinéma
- Poussières de vie, film réalisé par Rachid Bouchareb, sorti en 1995. Le film est une coproduction de l'Algérie, de la France, de l'Allemagne, de la Belgique et de Hong Kong. Le film fut nommé à l'Oscar du meilleur film en langue étrangère (pour l'Algérie).

## Naissances en 1995
- Naissance en Algérie en 1995

## Décès en 1995
- Décès en Algérie en 1995